# 2,4,4,6-Tetrabrom-2,5-cyclohexadienon
2,4,4,6-Tetrabrom-2,5-cyclohexadienon ist eine chemische Verbindung aus der Gruppe der Cyclohexadienone.

## Gewinnung und Darstellung
2,4,4,6-Tetrabrom-2,5-cyclohexadienon kann durch Umsetzen von Phenol mit einem Bromierungsmittel und einem Gemisch aus einem Alkali-/Erdalkalimetallbromid und einem  Alkali-/Erdalkalimetallbromat, gelöst in deionisiertem Wasser in der Anwesenheit einer Säure gewonnen werden.

## Eigenschaften
2,4,4,6-Tetrabrom-2,5-cyclohexadienon ist ein gelber Feststoff, der praktisch unlöslich in Wasser ist.

## Verwendung
2,4,4,6-Tetrabrom-2,5-cyclohexadienon weist umfangreiche Anwendungen in der synthetischen organischen Chemie auf. Es wird in der Herstellung linearer Poly(phenylenoxide), der direkten Monobromierung von Imidazolen und N-Methylindolen, in der regioselektiven Monobromierung aromatischer Amine, um 4-Bromaniline in hohen Ausbeuten zu bilden, der Parabromierung von Phenolen durch regioselektive Bromierung von Phenolen, zur Bromierung von Thiophenen und vielen weiteren Reaktionen verwendet.